# Sả đỏ
Sả đỏ hay còn gọi sả xòe, sả java (danh pháp khoa học: Cymbopogon winterianus) là một loài thực vật có hoa trong họ Hòa thảo. Loài này được Jowitt ex Bor mô tả khoa học đầu tiên năm 1965.